# Olga Wladimirowna Tobreluts
Olga Wladimirowna Tobreluts (russisch Ольга Владимировна Тобрелутс, /tɔːbrɛˈluts/, geb. Komarowa (Комарова); * 3. Dezember 1970 in Leningrad) ist eine zeitgenössische russische Malerin und Multimedia-Künstlerin.

## Leben
Ihre Ausbildung absolvierte sie an der Industrietechnischen Schule im Fachbereich Architektur. Gleichzeitig schrieb sie sich in die Staatliche Universität für Architektur und Bauingenieurwesen St. Petersburg ein. In den Jahren 1992 bis 1994 hielt sie sich in Berlin auf, um sich bei ART+COM in der Abteilung Computergrafik mit Virtual Reality und Computeranimation auseinanderzusetzen. Sie begann ihre künstlerische Laufbahn als Pionierin der Medienkunst in Russland. Später wandte sich Olga Tobreluts der Malerei zu und malte sowohl neoklassische als auch abstrakte Bilder. Sie ist Mitglied der Neuen Akademie von Timur Nowikow. Ihre Werke befinden sich in den Sammlungen zahlreicher Museen in aller Welt, darunter das Russische Museum, die Tretjakow-Galerie, das Puschkin-Museum, das Victoria and Albert Museum, das Museum Ludwig, das Museum of Modern Art in New York. Nach dem Tod von Timur Nowikow kuratierte Olga Tobreluts zahlreiche Ausstellungen, die dem St. Petersburger Neo-Akademismus gewidmet waren. Unter dem Namen Movements in Art Since 1945 wurden digitalen Fotografien von Olga Tobreluts 2001 zusammen mit Werken anderer Neoakademiker in einem Buch der Reihe World of Art im Verlag Thames & Hudson und im selben Jahr in dem Buch-Album Art Tomorrow von Edward Lucie-Smith aufgelegt. In diesen Büchern wird die St. Petersburger Bewegung als eine einflussreiche, europäische, neoklassische Kunst charakterisiert.